# Sweet Coffee
Sweet Coffee was een Belgisch muziekduo bestaande uit Patrick Bruyndonx en Raffaele Brescia. Als schrijvers, producers, muzikanten zetten zij sinds 2003 de lijnen uit van dit steeds veranderende project, dat toch een duidelijke, herkenbare sound had.
De Sweet Coffee-sound is een combinatie van pop, soul en jazz.
Bekende nummers zijn My Moon, Don't need you, What's up with that en Lost in tears.
Op plaat en live op het podium werd het duo bijgestaan door verschillende zangeressen/zangers, mc's en muzikanten.

## Discografie

### Albums
| Album met hitnotering(en) in de Vlaamse Ultratop 200 albums | Datum van verschijnen | Datum van binnenkomst | Hoogste positie | Aantal weken | Opmerkingen |
| ----------------------------------------------------------- | --------------------- | --------------------- | --------------- | ------------ | ----------- |
| Memory lane                                                 | 10-05-2004            | 15-05-2004            | 24              | 26           |             |
| Perfect storm                                               | 07-11-2005            | 19-11-2005            | 39              | 41           |             |
| Naked city                                                  | 28-09-2007            | 06-10-2007            | 15              | 27           |             |
| Face to face                                                | 01-03-2010            | 27-02-2010            | 4               | 28           |             |
| Our moods                                                   | 27-05-2013            | 25-05-2013            | 32              | 14*          |             |

### Singles
| Single met eventuele hitnotering(en) in de Nederlandse Top 40 | Datum van verschijnen | Datum van binnenkomst | Hoogste positie | Aantal weken | Opmerkingen                                           |
| ------------------------------------------------------------- | --------------------- | --------------------- | --------------- | ------------ | ----------------------------------------------------- |
| Don't need you                                                | 28-07-2003            | 11-10-2003            | 31              | 4            | Nr. 59 in de Single Top 100 / Dancesmash op Radio 538 |

| Single met hitnotering(en) in de Vlaamse Ultratop 50 | Datum van verschijnen | Datum van binnenkomst | Hoogste positie | Aantal weken | Opmerkingen                 |
| ---------------------------------------------------- | --------------------- | --------------------- | --------------- | ------------ | --------------------------- |
| Don't need you                                       | 2003                  | 23-08-2003            | 25              | 9            |                             |
| Holdin' on                                           | 2004                  | 31-01-2004            | 27              | 4            | Nr. 19 in de Radio 2 Top 30 |
| Start believin'                                      | 2004                  | 12-06-2004            | 50              | 2            |                             |
| New day                                              | 2005                  | 16-07-2005            | tip1            | -            |                             |
| Special kind of feeling                              | 2005                  | 29-10-2005            | tip3            | -            |                             |
| Lost in tears                                        | 2006                  | 04-02-2006            | tip12           | -            |                             |
| Zanna                                                | 2008                  | 12-01-2008            | tip13           | -            | Nr. 27 in de Radio 2 Top 30 |
| Tomorrow                                             | 2009                  | 18-04-2009            | tip7            | -            |                             |
| U-Turn                                               | 31-08-2009            | 10-10-2009            | tip21           | -            |                             |
| Daylight                                             | 18-01-2010            | 06-03-2010            | 48              | 1            |                             |
| Alone                                                | 2010                  | 01-05-2010            | tip5            | -            |                             |
| My moon                                              | 02-04-2012            | 07-04-2012            | tip17           | -            |                             |
| Found you                                            | 2013                  | 16-03-2013            | tip67*          |              |                             |